# Jean-Baptiste Pigalle

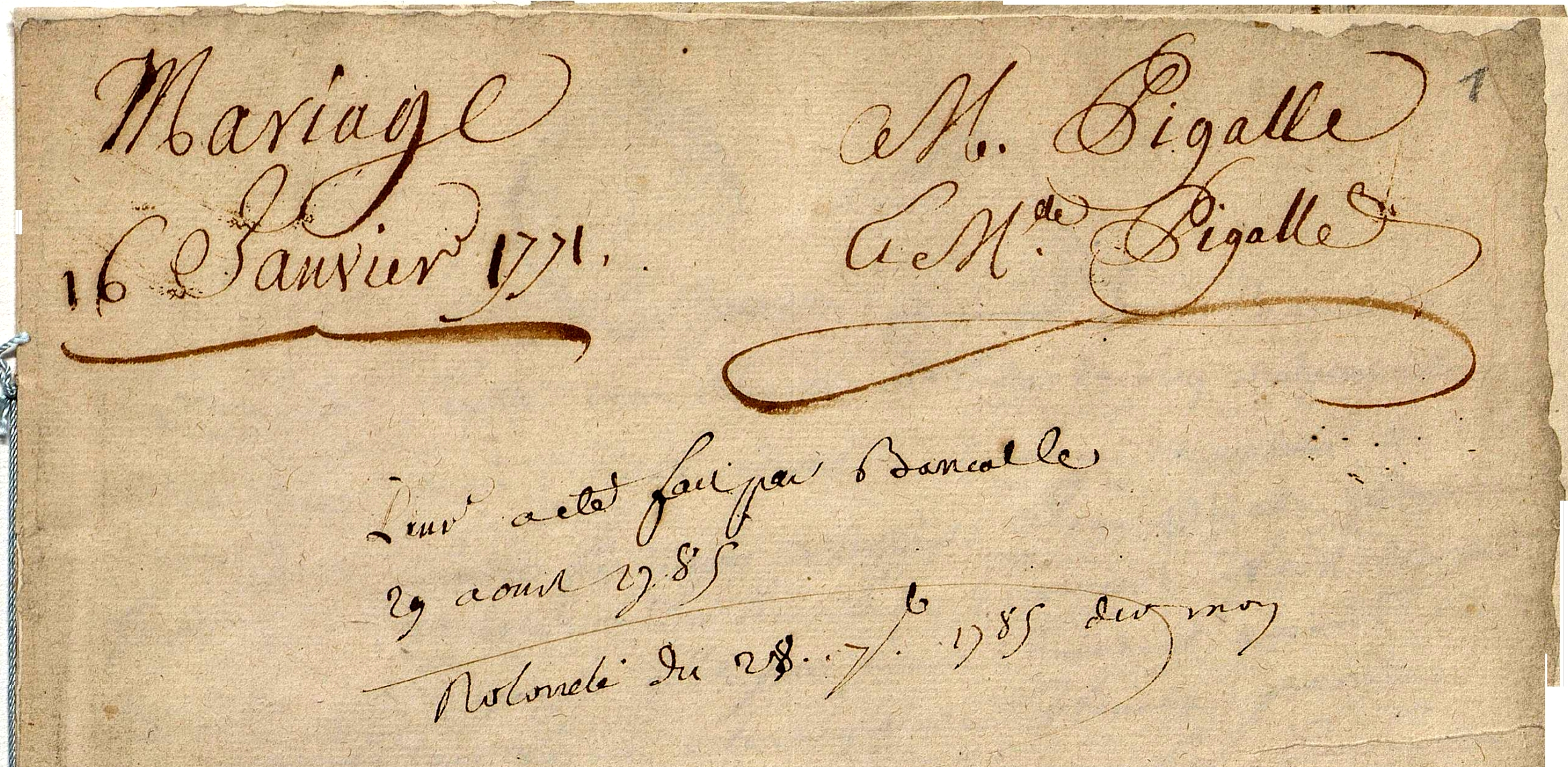
Huwelijksakte van Jean-Baptiste Pigalle en Marie Marguerite Victoire Pigalle

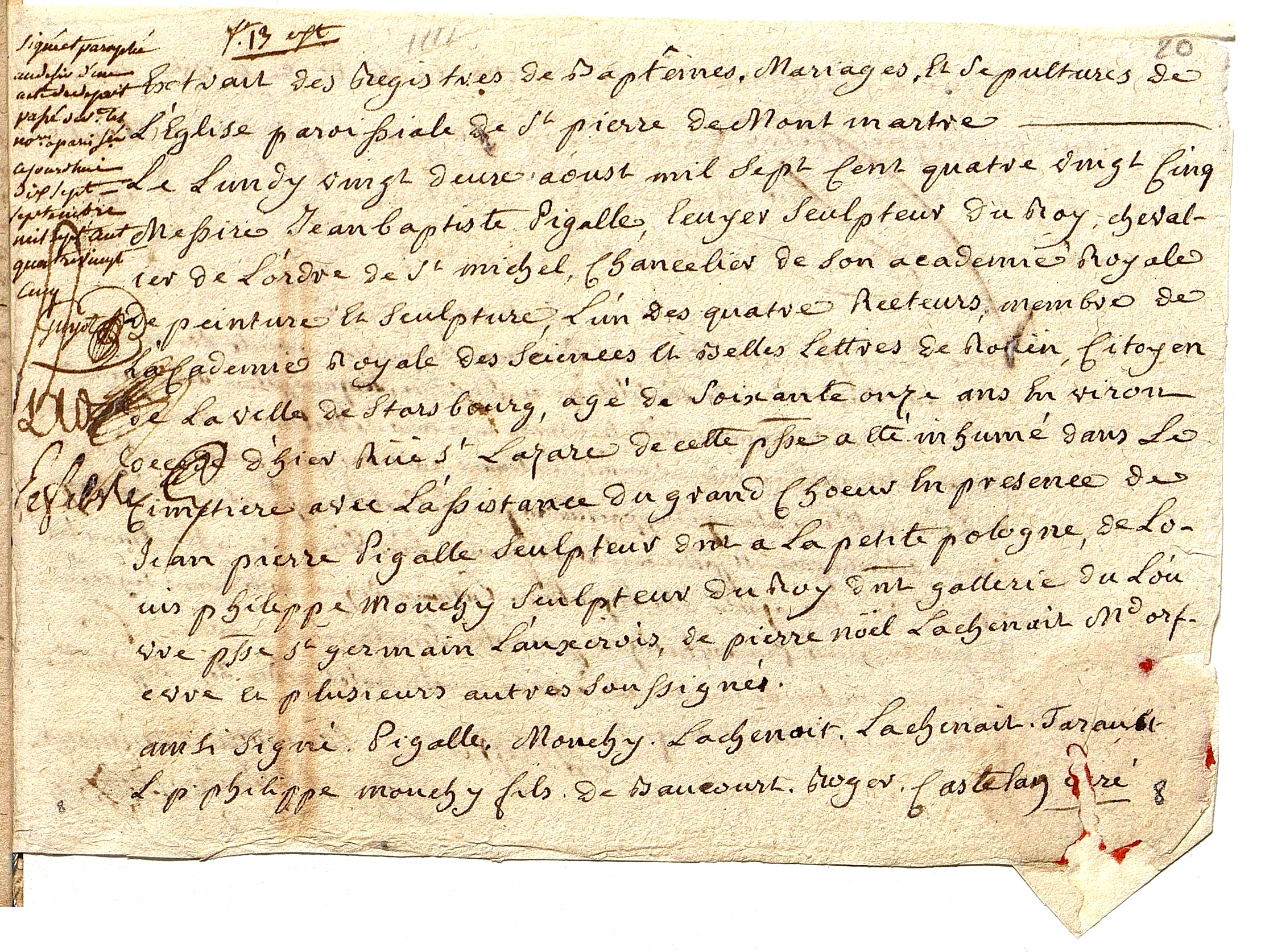
Overlijdensakte van Jean-Baptiste Pigalle

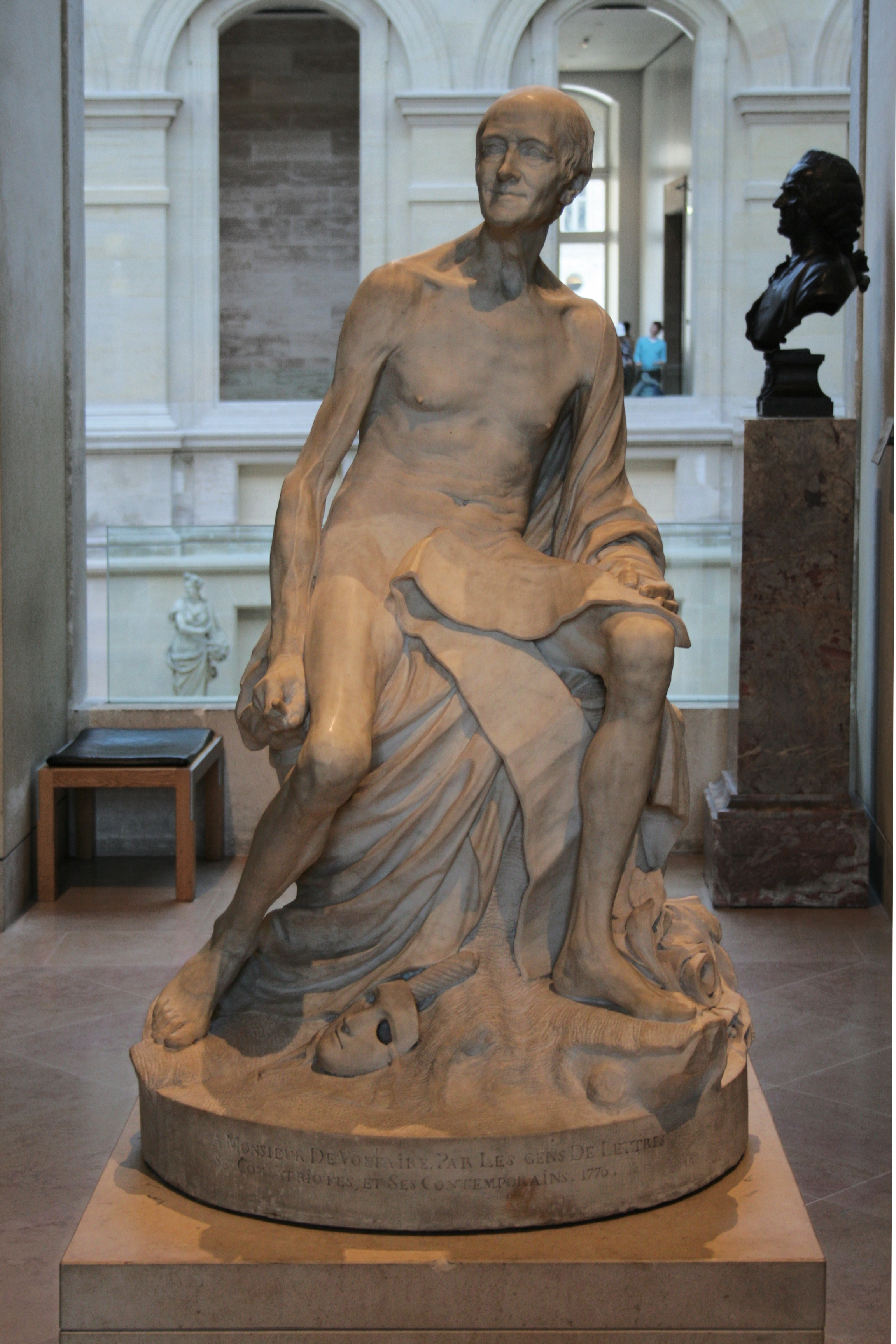
Voltaire naakt (1776)

Jean-Baptiste Pigalle (Parijs, 26 januari 1714 – Parijs, 21 augustus 1785) was een Franse beeldhouwer die bekendheid kreeg door zijn gevarieerde en originele werken.

## Biografie
Jean-Baptiste was de zoon van Jean Pigalle (Parijs, 1683 - Parijs, 1728) en Geneviève Ledreux. Zijn vader en voorgeslacht waren allen meubelmaker in Parijs en behoorden bij de parochie van Église Saint-Nicolas-des-Champs. Jean had 3 broers, Pierre, Nicolas-Jean en Antoine en een zus Geneviève-Charlotte. De vader deed zijn best om voor zijn kinderen een betere toekomst te verwezenlijken, het gezin was arm. Vanaf zijn jonge jaren hakte Jean-Baptiste stenen, meestal in rechte vormen, zijn vader hoopte dat hij meester-steenhouwer en ondernemer zou worden. Gaandeweg begon Jean meer vorm te geven aan de stenen, zo ontstonden ledematen en gezichten. Vader Jean besefte dat zijn zoon beeldhouwer kon worden en steunde hem daarin. Niet ver van hun werkplaats had Robert Le Lorrain (1666–1743), een leerling van François Girardon, zijn werkplaats. Hij bekeek het werk en de schetsen van Jean-Baptiste, onderkende zijn talent en nam hem op achtjarige leeftijd in dienst als leerling. In het atelier werkte ook een vijf jaar oudere medeleerling Jean-Baptiste Lemoyne waarmee Jean innig bevriend raakte. Later werd hij zijn leerling.
Toen hij 20 was besloot hij naar Rome te gaan. Samen met een medeleerling vertrok hij te voet naar de "Eeuwige Stad". Daar raakte hij onder de indruk van de vele werken van o.a. Micheangelo, die hij zeer bewonderde. Geïnspireerd werkte hij dag en nacht en diende hij in 1735 een werk in voor de Prix de Rome. Hij werd niet genomineerd en studeerde daarna op eigen kosten door tot 1739. Hij ontmoette Guillaume Coustou de jongere en mocht bij hem zijn intrek nemen. Hij keerde terug naar Parijs en daar ontwikkelde hij zich tot een groot en gewaardeerd kunstenaar die opdrachten verkreeg van het koninklijk huis.
Op 17 januari 1771 – hij was toen 57 jaar – trouwde hij met zijn nicht Marie Marguerite Victoire Pigalle (Parijs, 1751 - Parijs, 25 februari 1806) in de kapel van zijn parochie Notre-Dame-de-Lorette.
Jean-Baptiste overleed 21 augustus 1785 en werd op 22 augustus, na de begrafenisplechtigheid in de kerk Saint-Pierre de Montmartre, begraven op de kleine Calvaire-begraafplaats naast de kerk. Op de akte van overlijden was zijn naam: Heer Jean-Baptiste Pigalle, schildknaap, beeldhouwer van de koning, ridder in de Orde van Sint-Michiel, kanselier van de Academie voor schilder- en beeldhouwkunst, rector en lid van de Koninklijke Academie van Wetenschappen en Schone Letteren van Rouen, burger van de stad Straatsburg.

## Loopbaan
Zijn eerste succes was een kopie van de "Joueuse d'osselets" (bikkelspeelster) in wit marmer, die hij in 1737 maakte. Het werk werd opgekocht door de Franse ambassadeur, die het rapporteerde aan de Académie royale de peinture et de sculpture in Parijs. Na zijn verblijf in Rome wilde hij teruggaan naar Parijs maar verbleef hij eerst nog enkele jaren in Lyon, waar hij verschillende opdrachten kreeg. Hier vervaardigde hij in 1741 zijn "Mercure attachant ses talonnières" (Mercurius die zijn gevleugelde sandalen aantrekt). Hij gaf het als onderpand aan de vrouw die hem onderdak verleende en hem verzorgde tijdens zijn ziekbed.
Terug in Parijs liet hij zijn Mercurius aan Lemoine zien die enthousiast reageerde. Hij opent een eigen atelier en exposeerde daar zijn werk. Toen de Mercurius werd ontdekt door de vertegenwoordiger van de academie, kreeg Pigalle de opdracht het terracotta beeld van Mercurius in marmer te vervaardigen als toelatingsopdracht. Op 4 november 1741 werd hij aangenomen als geaccrediteerd lid van de academie en in 1744 voltooide hij het beeld en werd hij toegelaten als lid van de academie. In 1752 werd hij benoemd tot professor aan de Koninklijke Academie. Op 8 januari 1785 werd hij benoemd tot kanselier van de Academie voor schilderkunst en beeldhouwkunst.

## Werken
In het Louvre te Parijs:
- "Deux enfants et une colombe", marmer, 17??, cl010089801
- "L'enfant à la cage", gips, 17??, cl010091316
- "Venus qui ordonne un message à Mercure", terracotta, 1747?, cl010092620
- "Georges-Martin Guérin", brons, ~1775, cl010093347
- "Jean Nicolas Moreau", (Frans chirurch bij het "Hôtel de Dieu" in Paris), Terracotta, ~1765, cl010094536
- "La Fillette à l'oiseau", gips, ?, cl010091317
- "Mercure attachant ses talonniëres", marmer, 1744, cl010092060
- "L'Enfant à la cage", marmer, 1749, cl010093162
- "Venus aux colombes", vuursteen, 1750, [cl010094317]
- "L'Amitié sous les traits de Madame de Pompadour", marmer, 1753, cl010094827
- "Mercure attachant ses talonniëres", brons, 1753, cl010094824
- "Le Silence", brons, 1755, cl010091123
- "Buste d'enfant", terracotta, 1757, cl010089912
- "L'Amour embrassant l'Amitié", marmer,  1758, [cl010092908
- "Le Citoyen", gips, 1758, cl010094254
- "Autoportrait", terracotta, 1770, cl010094609
- "Maquette du mausolé du maréchal de Saxe", marmer, 1773, cl010093885
- "Voltaire nu", marmer, 1776, cl010090767
- "Denis Diderot", brons, 1777, cl010093761
- "La Fillette à l'oiseau et à la pomme", marmer, 1784, cl010093848

## Afbeeldingen

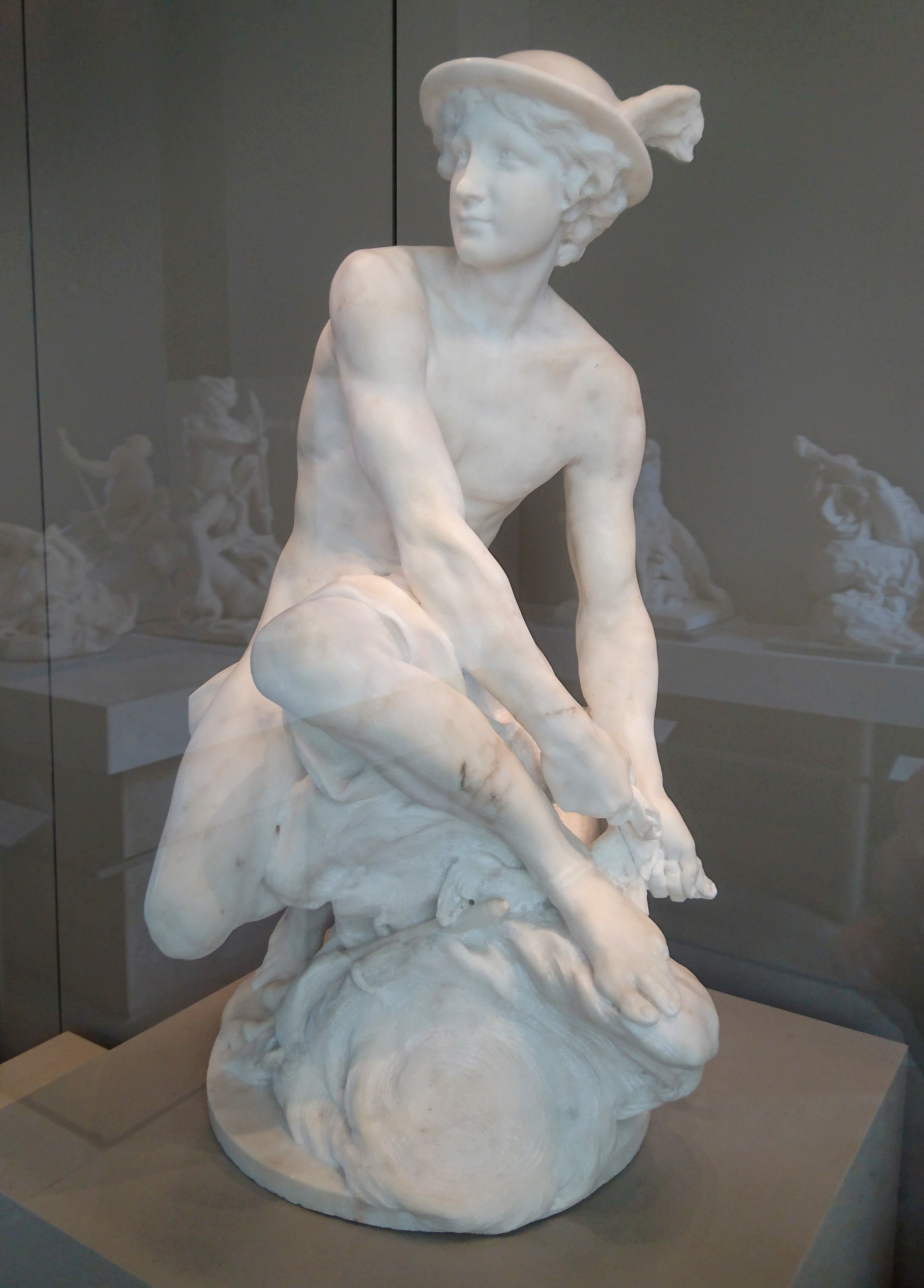
Mercurius
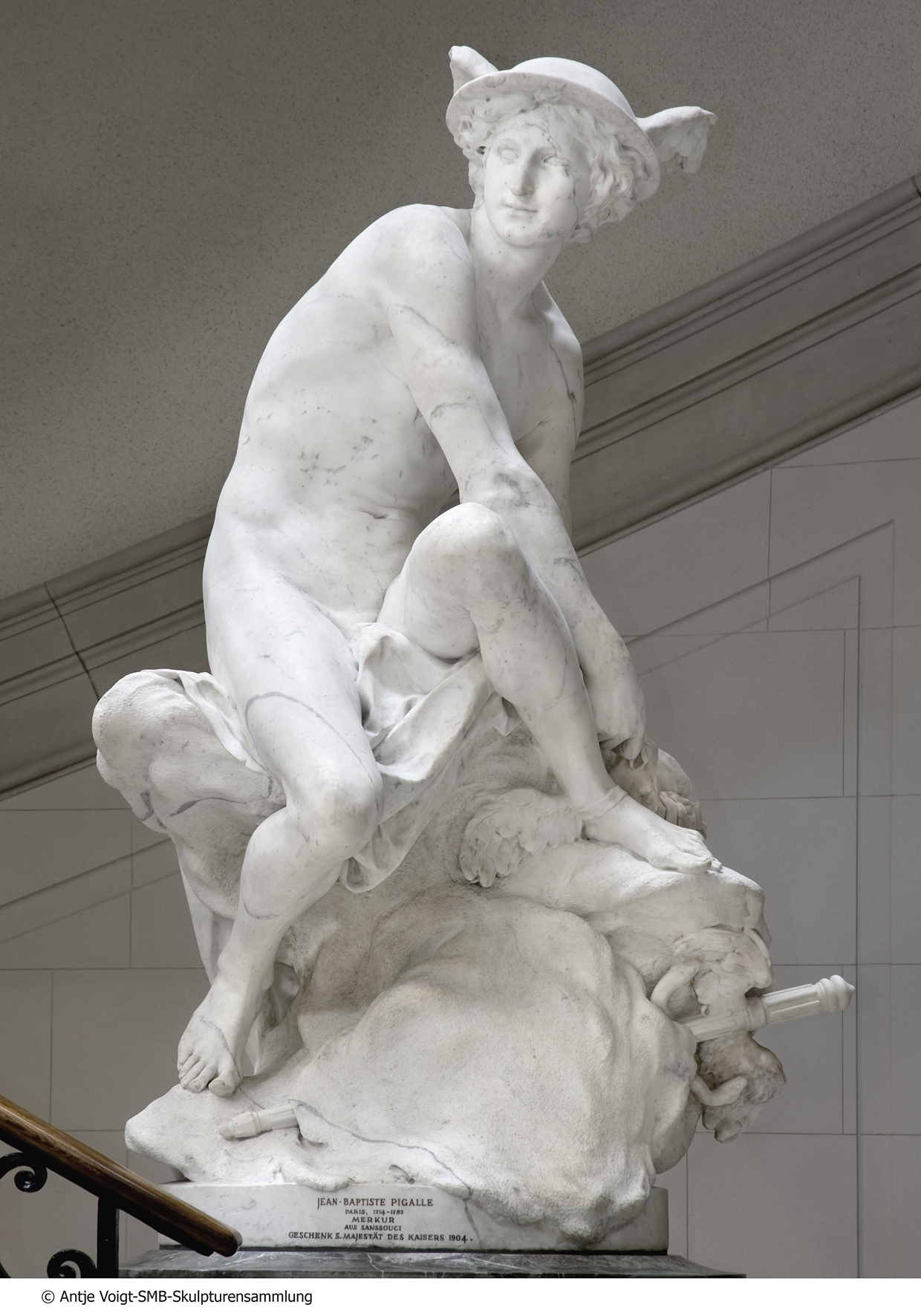
Mercurius in het Bode Museum Berlijn
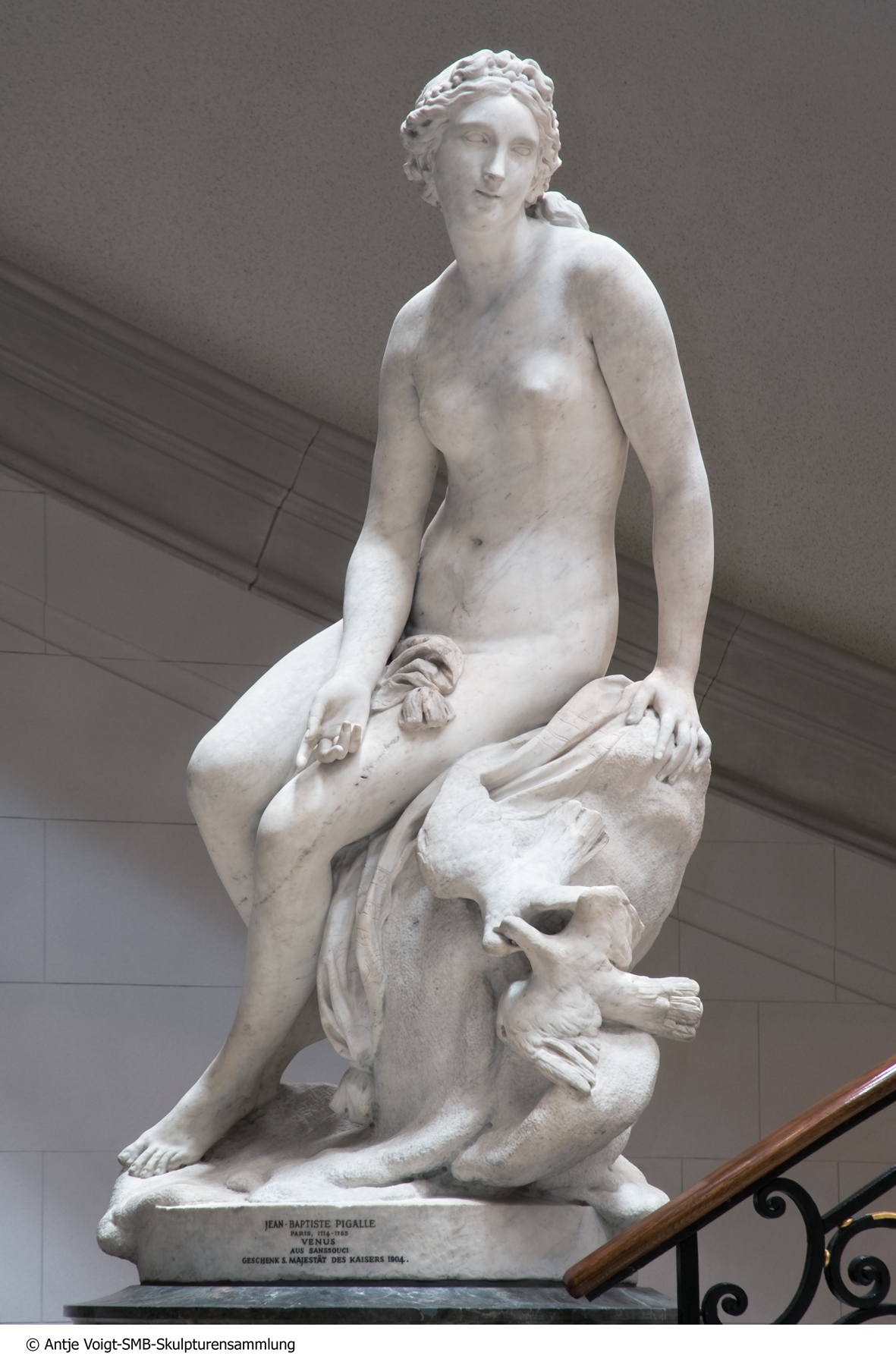
Venus in het Bode Museum Berlijn
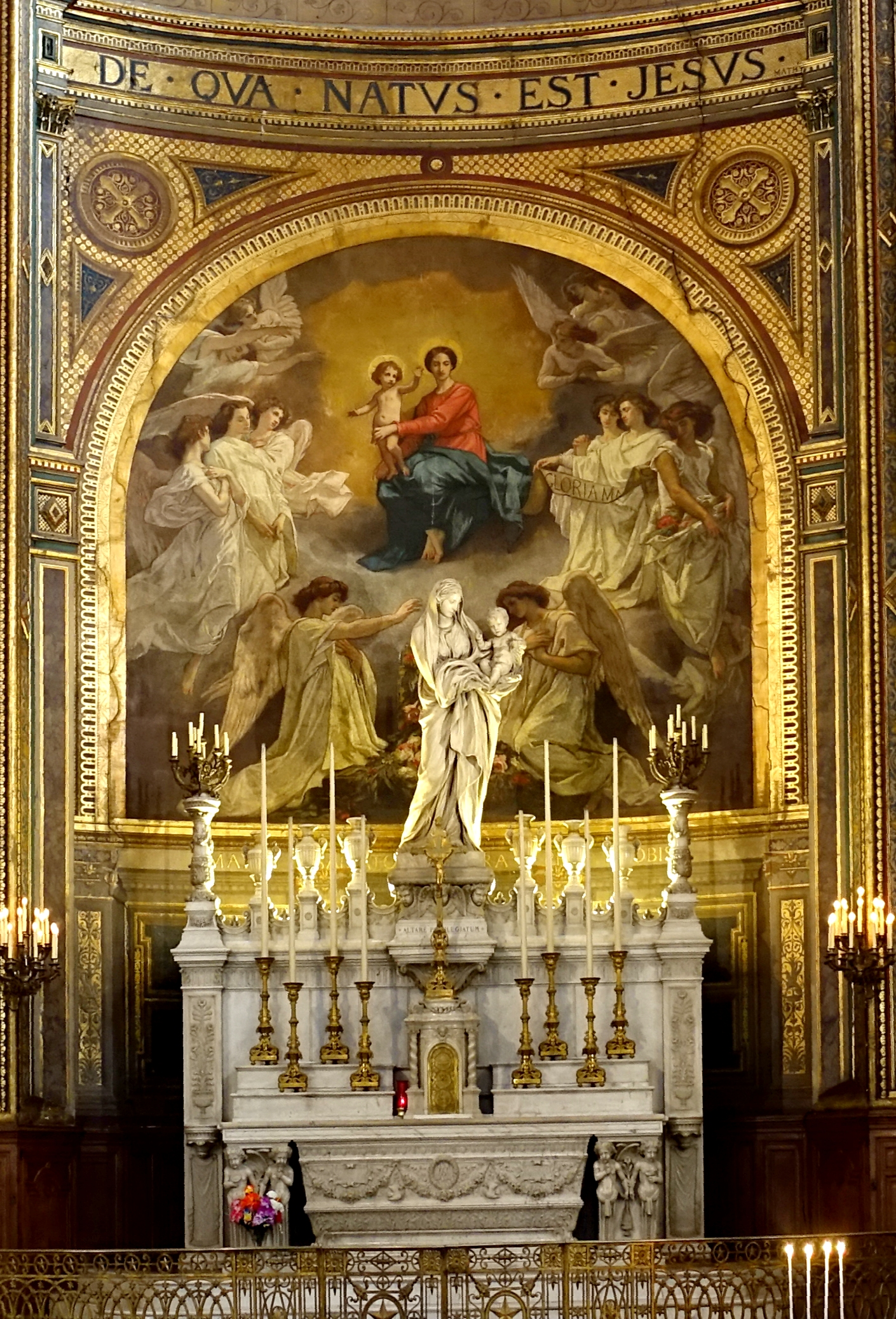
Sint-Eustachius-en-Maria-altaar
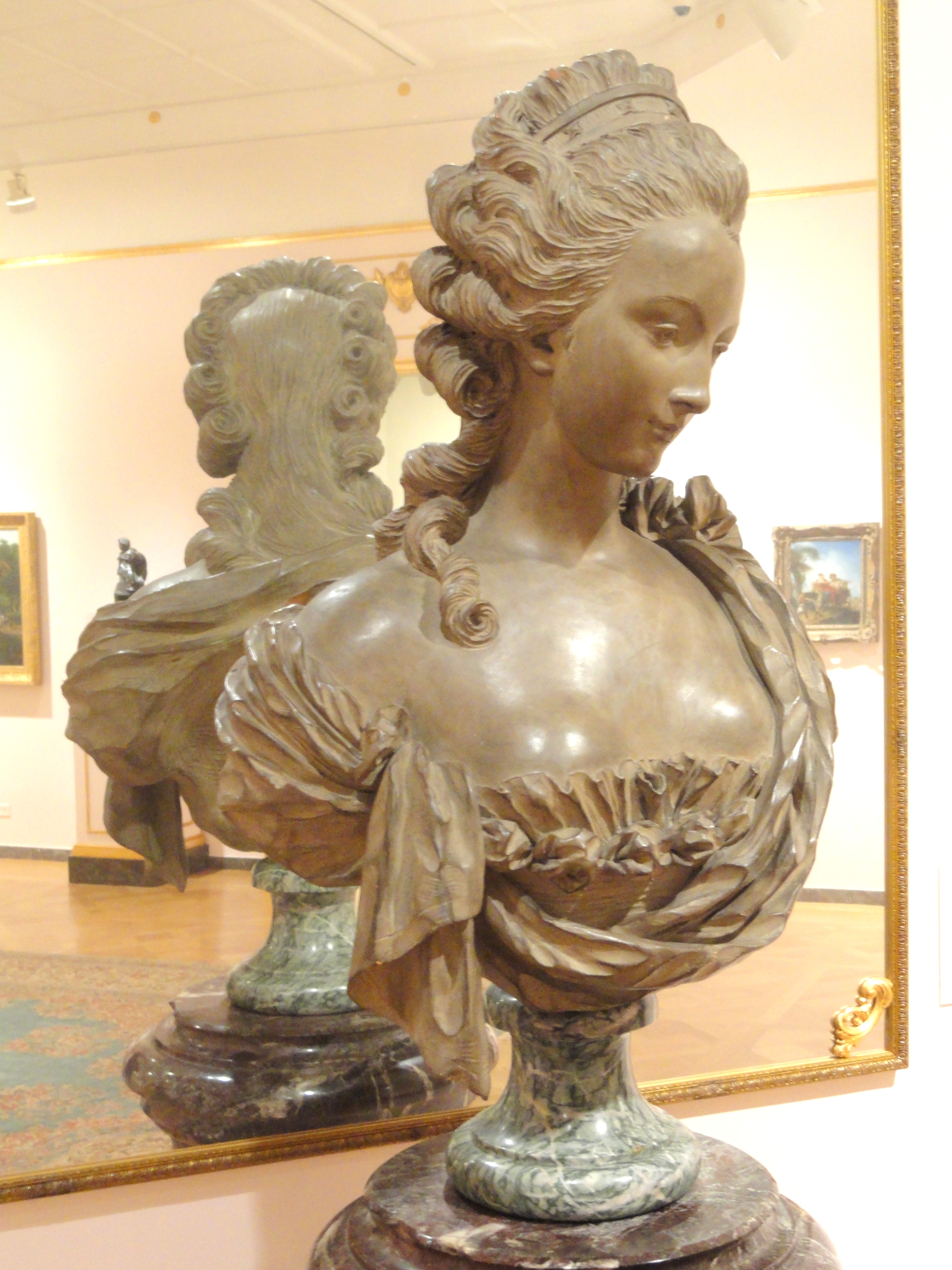
buste van Madame Chauvire
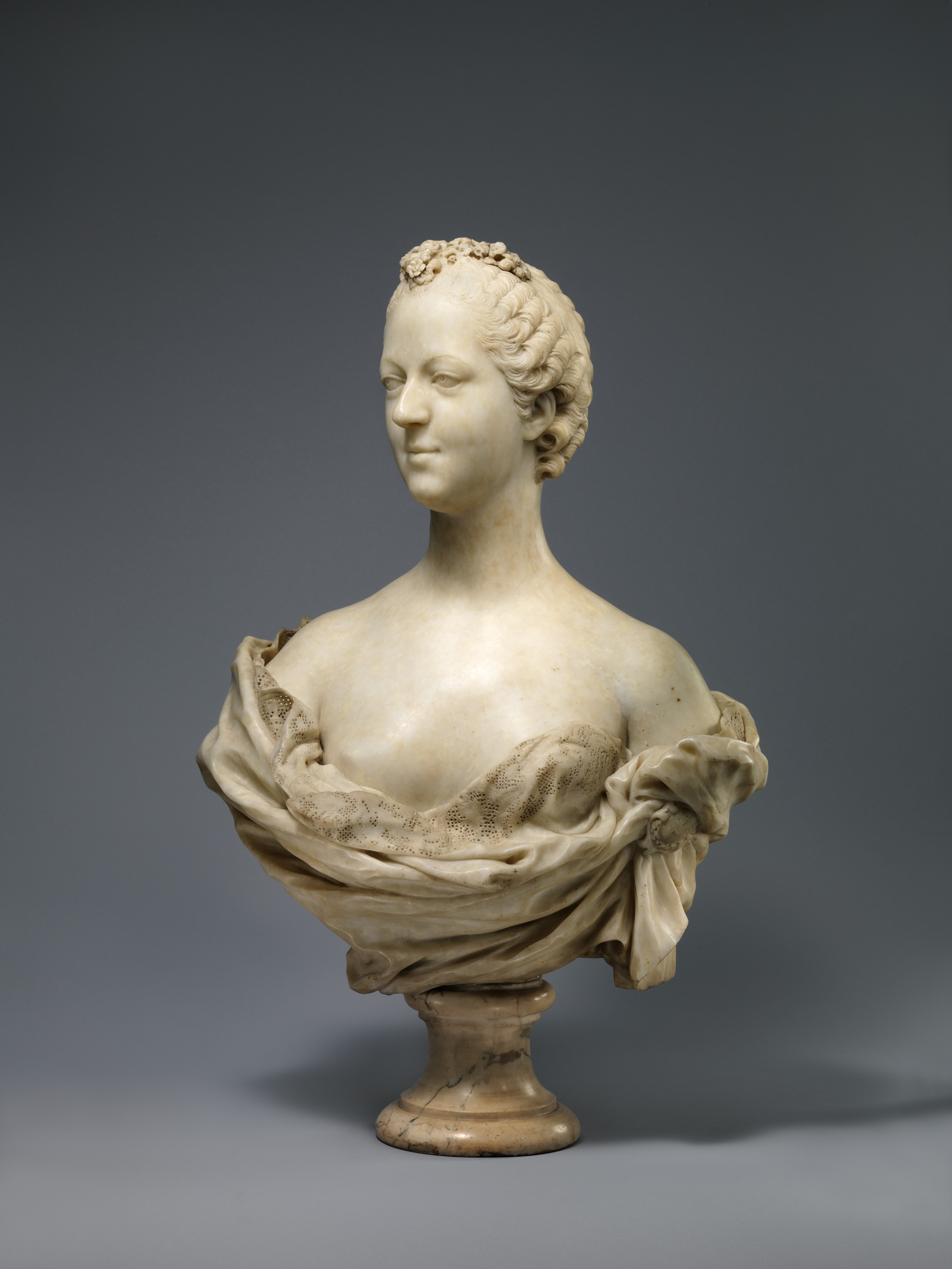
buste van Madame de Pompadour
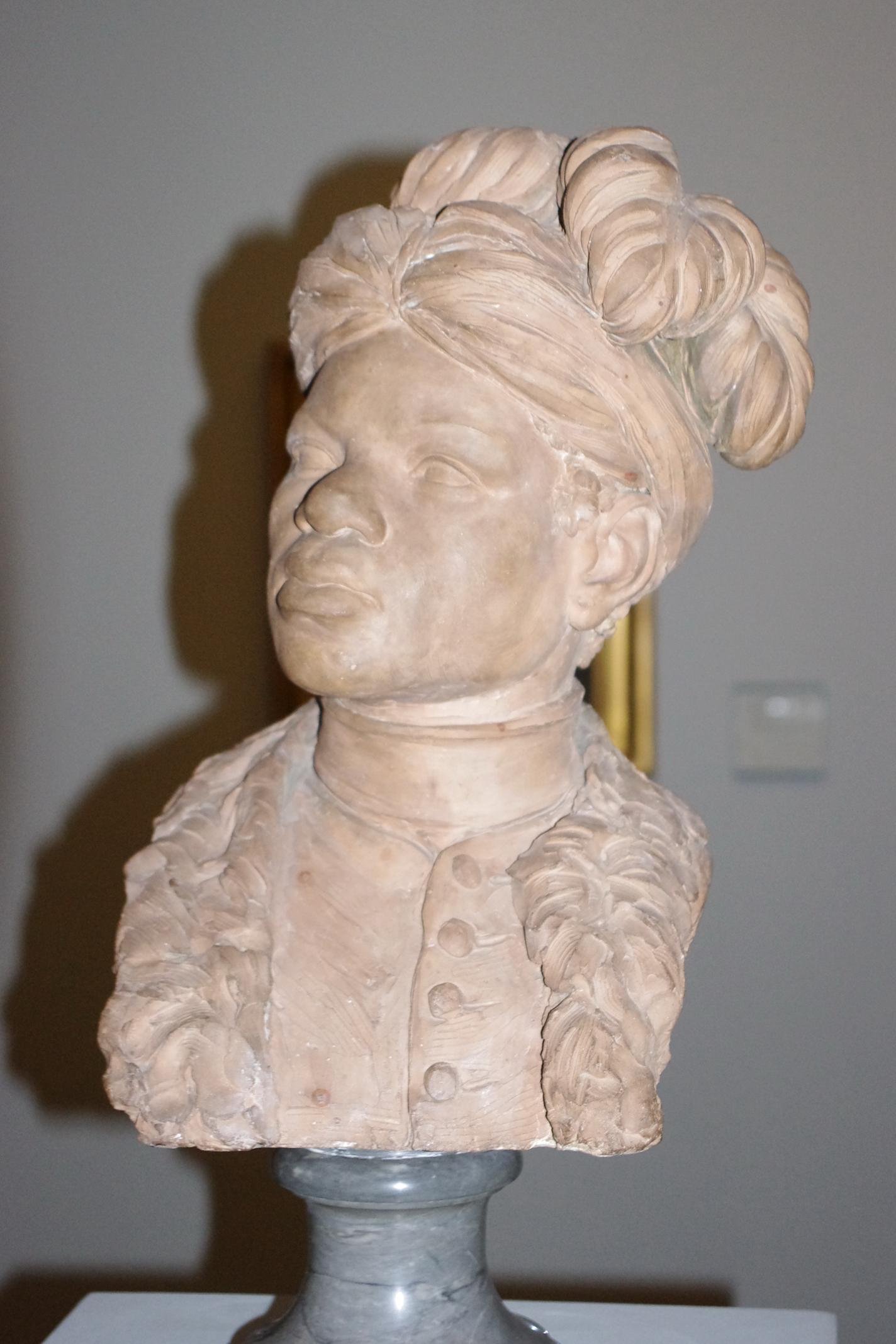
Le Nègre Paul, knecht van d'Aignan Thomas Desfriches
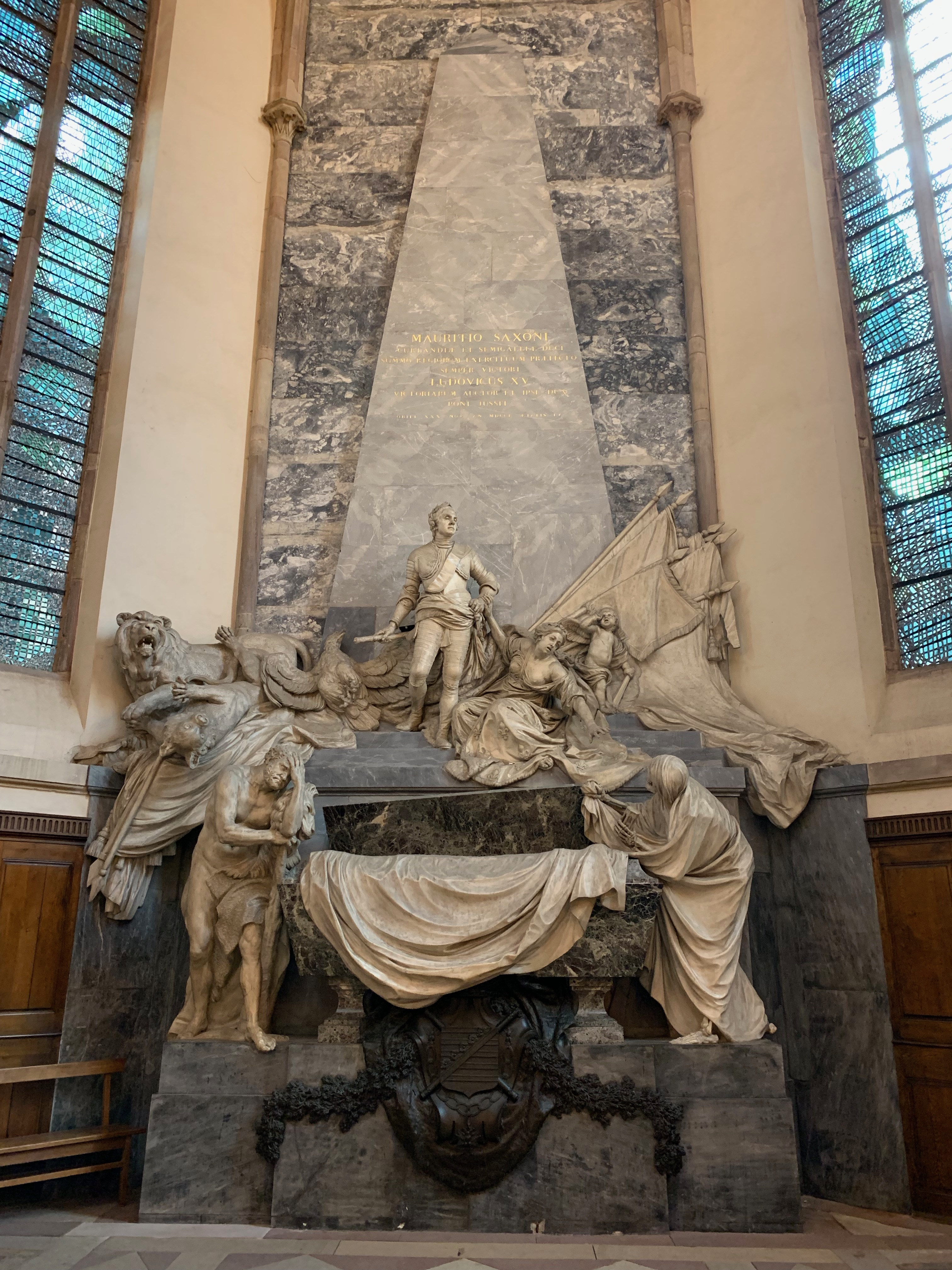
Intérieur Église St Thomas Strasbourg 114
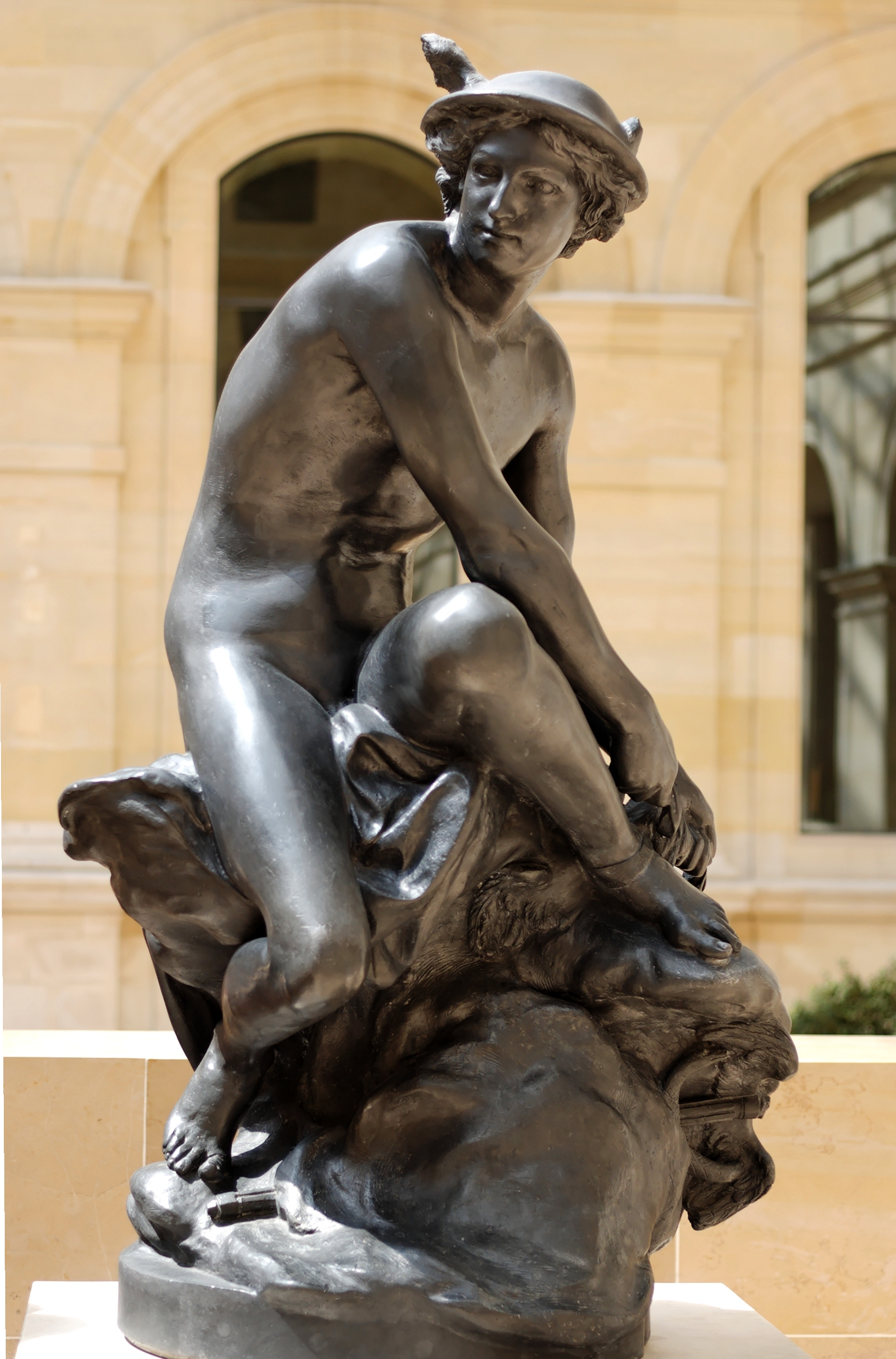
Mercurius
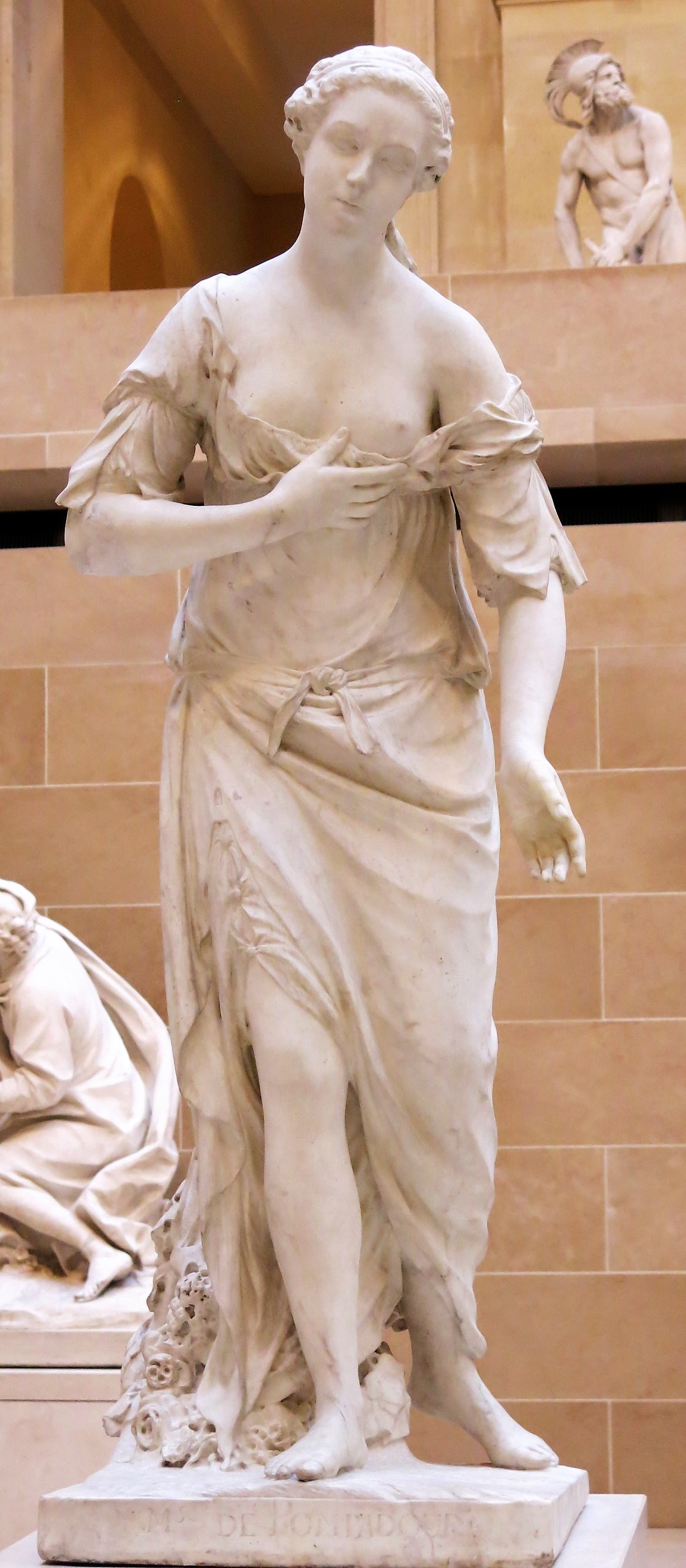
Madame de Pompadour en Amitié
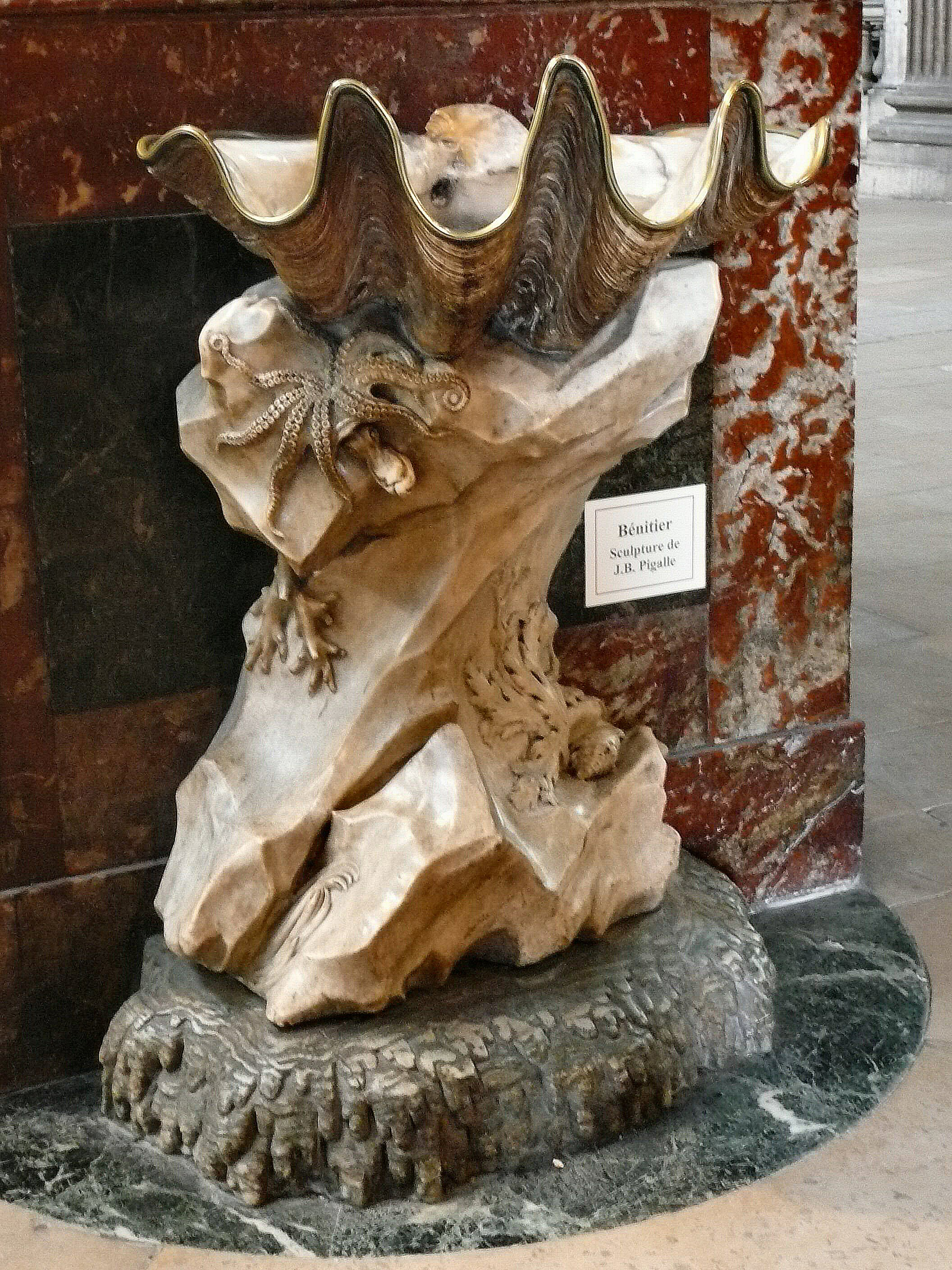
Le Bénitier
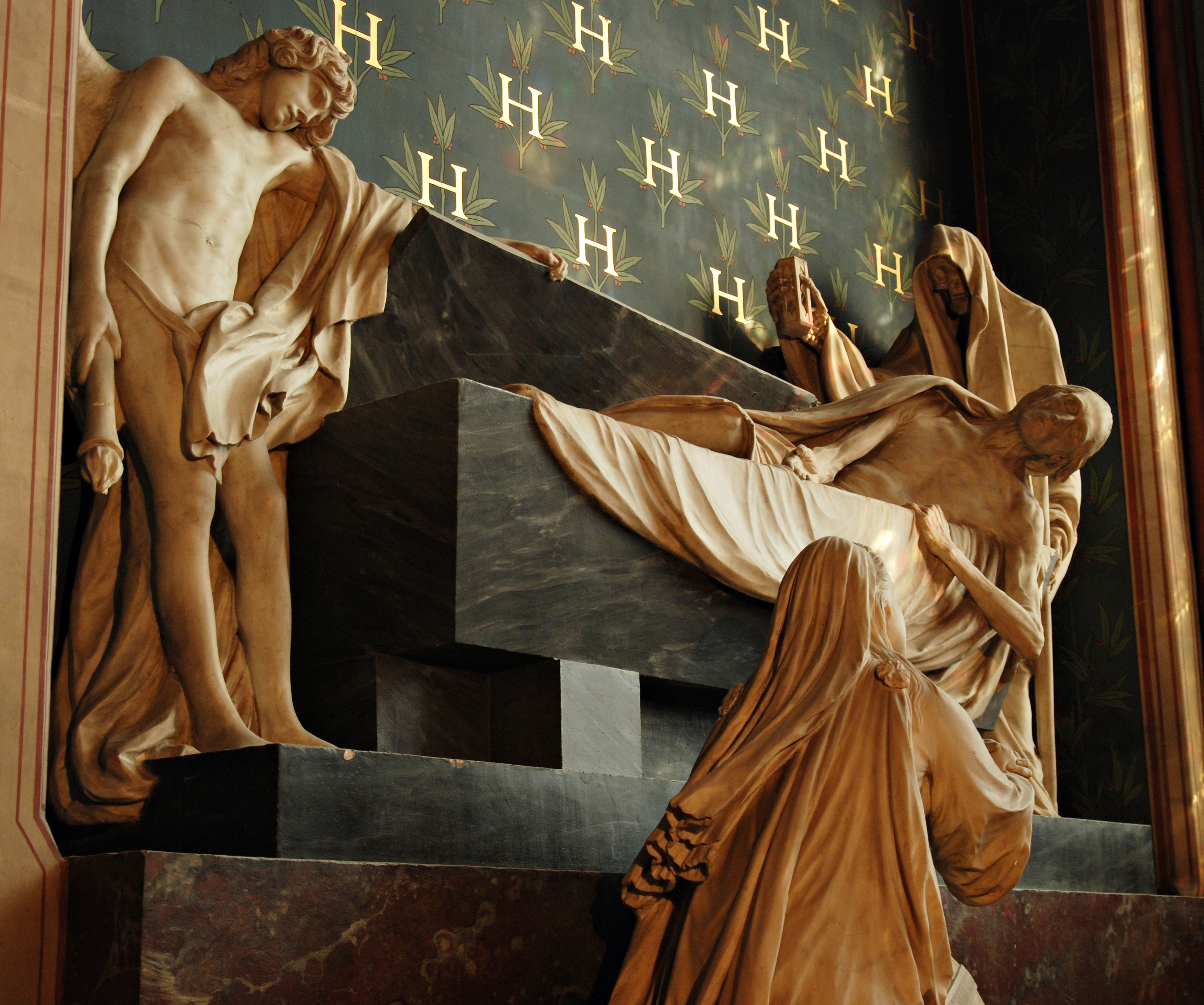
Mausoleum van graaf Claude-Henry d'Harcourt

### Compleet oeuvre
| * "La Joueuse d'osselets "                                                                             | * "Les bénitiers de St-Sulpice" |
| * beelden voor het couvent de Saint-Antoine te Lyon (verloren gegaan)                                  | * "Le bénitier de St-Lazare" te Paris |
| * beeldhouwwerk voor het couvent des Chartreux te Lyon (verloren gegaan)                               | * grafmonument van Ludwig Wilhelm (Türkenlouis) de markgraaf van Baden-Baden, Stiftkirche                                                                   |
| * "L'Assomption des Chartreux", Lyon (verloren gegaan)                                                 | * " L'Amour embrassant l'Amitié" te Paris |
| * "Mercurius" model                                                                                    | * buste van Pierre Corneille te Rouen |
| * "Mercurius" en plâtre                                                                                | * buste van Nicolas Lemery te Rouen |
| * "Mercurius" en marbre                                                                                | * grafmonument van de graaf d'Harcourt in de Notre Dame te Parijs                                                                                           |
| * Gevel van de Église Saint-Louis du Louvre                                                            | * beeld de Louis XV te Paris |
| * buste van madam Boizot                                                                               | * beeld "Équestre de Louis XV" (Edme Bouchardon & Pigalle)                                                                                                  |
| * "Christ en croix" voor het couvent de la Madelaine de Traisnel te Parijs                             | * buste van Denis Diderot |
| * "La Vierge des Invalides "                                                                           | * buste van Pierre-Louis-Marie Maloët |
| * "Tête de Christ" in lood                                                                             | * buste van abbé Raynal |
| * "Portail des Enfants-Trouvés" te Paris                                                               | * buste van Jean-Rodolphe Perronet |
| * "Tête du Mercure" in gips                                                                            | * buste van Thomas-Aignan Desfriches |
| * beeld van Venus                                                                                      | * beeld "Hercule dormant" |
| * monument voor François-Armand-Auguste de Rohan-Soubise, Princse de Tournon, bisschop van Straatsburg | * beeld "l' Hymen" |
| * "Le Mercure" et "la Vénus" in Berlijn                                                                | * Bas-Relief de St-Germain-des-Prés |
| * buste van madame de Pompadour                                                                        | * beeld "Saint Augustin" te Paris |
| * buste van Voltaire                                                                                   | * beeld "Narcisse" |
| * buste van Maréchal de Saxe                                                                           | * beeld "Lodewijk XV als Romeins keizer" te Reims (Place Royale, vernietigd tijdens de revolutie, kopie door Pierre Cartellier, allegorien nog van Pigalle) |
| * buste van een Onbekende                                                                              | * beeld "la Douceur" du gouvernenent royal (allegorie op voetstuk)                                                                                          |
| * buste van M. d'Isle                                                                                  | * beeld "Citoyen", du gouvernenent royal (allegorie op voetstuk)                                                                                            |
| * "L'Enfant te la Cage "                                                                               | * grafmonument van Louis Gougenot te Parijs, (deels verloren, medaillon in het Louvre)                                                                      |
| * "Education de l'Amour "                                                                              | * beeld van Armand Louis Joseph Paris de Montmartel marquis de Brunoy (1748-1781)                                                                           |
| * buste van Lodewijk XV                                                                                | * beeld du Dauphin te Sens |
| * "Erigone "                                                                                           | * eerste beeld van Voltaire (François Marie Arouet) |
| * werken in Crécy-Aunay (verloren gegaan)                                                              | * tweede beeld van Voltaire |
| * beeld "Silence"                                                                                      | * grafmonument van Maréchal de Saxe te Strasbourg |
| * beeld "madame de Pompadour"                                                                          | * beeld " l'Amour " |
| * beeld de Lodewijk XV in Chateau de Bellevue (gesloopt 1853)                                          | * "L'Enfant ete l'Oiseau" |
| * Christ en croix                                                                                      | * "Le Philosophe" |
| * beeld de Louis XV pour le château des Ormes (nu 2023 pretpark)                                       | * "Le nègre Paul" |
| * "La Vierge de St-Sulpice" te Paris                                                                   | |

## Wetenswaardigheden
- De legende van de arme man. Toen Jean-Baptiste uit Lyon vertrok zag hij een verdrietige man, hij vroeg wat eraan de hand was. "Ach, mijnheer!’ sprak de ongelukkige, "uit gebrek aan tien Louis d'Or, (ongeveer het jaarloon van een arbeider) zal ik deze avond in de gevangenis geworpen en van mijn lieve vrouw en kinderen worden gescheiden. "Is dat het alles", zei de menslievende kunstenaar, loop met mij mee, ik heb twaalf Louis d'Or in mijn beurs en ze zijn alle tot uwen dienst. Een vriend die er naar vroeg gaf hij als antwoord: "Ach, mijn vriend, wat een lekkere avondmaaltijd had ik gisteravond met brood en kaas, te midden van een gezin, die mij bij elke hap, onder tranen van dankbaarheid, zegende!"
- Graf is onbekend. In 1791 waren de graven vol en werd de begraafplaats gesloten. Toen het tien jaar later weer open ging, waren de graven verdwenen en was er geen spoor van het graf van de kunstenaar. Waarschijnlijk door de onlusten tijdens de revolutie zijn alle sporen verdwenen. Zijn lichaam rust in ieder geval nog ergens op het terrein.